# Peter Bellwood (Archäologe)
Peter Stafford Bellwood (* 1943 in Großbritannien) ist Professor für Archäologie an der Australian National University (ANU) in Canberra.

## Wirken
Bellwood studierte an der University of Cambridge, schloss mit dem Master of Arts und dem im englischen Sprachraum üblichen Doktortitel PhD ab.
Von 1967 bis 1972 war Bellwood Dozent für Urgeschichte an der University of Auckland und wechselte 1973 an die Australian National University, an der er bis 1975 ebenfalls als Dozent für Urgeschichte lehrte. Von 1976 bis 1983 war er dort als Hauptdozent tätig und wurde 1984 zum außerordentlichen Professor berufen. Im Jahr 2000 bekam er schließlich die Professur im Fachbereich Archäologie übertragen. Seitdem leitet er die Archaeology School of Archaeology and Anthropology, Faculty of Arts an der Australian National University in Canberra.
1983 wurde Bellwood zum Mitglied der Australian Academy of the Humanities gewählt und 2016 zum auswärtigen Mitglied der British Academy.
Sein Buch First Farmers. The Origins of Agricultural Societies erhielt 2006 den Book Award der Society for American Archaeology.

## Veröffentlichungen
- The Polynesians. Prehistory of an Island People (= Ancient Peoples and Places. Band 92). Thames and Hudson, London 1978, ISBN 0-500-02093-0 (englisch).
- Man's Conquest of the Pacific. The Prehistory of Southeast Asia and Oceania. William Collins Publisher Ltd., Auckland u. a. 1978, ISBN 0-00-216911-8 (englisch).
- Archaeological research at Lake Mangakaware, Waikato, 1968–1970 (= Monograph of the New Zealand Archaeological Association. Bd. 9, ISSN 0110-6473 = Otago University Studies in Prehistoric Anthropology. Bd. 12). University of Otago, Departement of Anthropology, Dunedin 1978.
- Prehistory of the Indo-Malaysian Archipelago. Academic Press, Sydney 1985, ISBN 0-12-085370-1; 2., Revidierte Ausgabe: ANU Press, Canberra 2007, ISBN 9781921313127.
- als Hrsg. mit James J. Fox und Darrell Tryon: The Austronesians. Historical and comparative Perspectives. The Australian National University, Departement of Anthropology, Canberra 1995, ISBN 0-7315-2132-3 (englisch).
- als Hrsg. mit Colin Renfrew: Examining the farming / language dispersal hypothesis. McDonald Institute for Archaeological Research, Cambridge 2002, ISBN 1-902937-20-1 (englisch).
- als Hrsg. mit Ian Glover: Southeast Asia. From Prehistory to History. RoutledgeCurzon, London u. a. 2004, ISBN 0-415-29777-X (englisch).
- First Farmers. The Origins of Agricultural Societies. Blackwell Publishing, Malden MA u. a. 2005, ISBN 0-631-20565-9 (englisch).
- First Migrants: Ancient Migration in Global Perspective. Wiley-Blackwell, London 2013, ISBN 978-1-4051-8908-8 (englisch).
- als Hrsg. mit Eusebio Dizon: 4000 Years of Migration and Cultural Exchange. ANU Press, Canberra 2013, ISBN 978-1-925021-28-8 (englisch).
- First Islanders: Prehistory and Human Migration in Island Southeast Asia. Wiley-Blackwell, Hoboken NJ 2017, ISBN 978-1-119-25154-5 (englisch).
- The Spice Islands in Prehistory. ANU Press, Canberra 2019, ISBN 978-1-76046-290-1 (englisch).
- The Five-Million-Year Odyssey. Princeton University Press, Canberra 2019, ISBN 978-0-691-19757-9 (englisch).